# Hotel Real InterContinental San Salvador
El Hotel Real InterContinental San Salvador  (conocido anteriormente como Hotel Camino Real) es un hotel cuatro estrellas ubicado en la ciudad de San Salvador (El Salvador), junto al Centro Comercial Metrocentro. El hotel se encuentra en una zona comercial y de negocios, cuenta con 228 habitaciones, spa, 13 salones para 900 personas y restaurantes.

## Historia
Financiera Roble (en la actualidad Grupo Roble) planificó la realización de un moderno hotel en la creciente zona del boulevard de los Héroes. Esta misma realiza un asoció con Western International Hotel quienes serán los administradores, además de otorgar asesoría técnica en la realización y edificación del hotel.
El diseño del hotel estuvo a cargo de los arquitectos Manuel Roberto Meléndez y Juan José Rodríguez, el diseño de interior fue realizado por la firma Western Service and Supply de Washington El hotel fue inaugurado el 28 de septiembre de 1972.
En un principio como parte de la Cadena Westin International, que cambio a Westin Hotels en 1980. En 2004 pasó a formar parte de la cadena hotelera internacional Real Hotels and Resorts, manejado en toda Centroamérica, Miami, República Dominicana y Colombia por el conglomerado empresarial salvadoreño Grupo Roble. El complejo hotelero cuenta con 8 pisos.

## Descripción
El hotel, está ubicado en pleno corazón comercial San Salvador en el boulevar de los Héroes, frente al centro comercial Metrocentro San Salvador los cuales conforman un complejo creado por el Grupo Roble. Real InterContinental San Salvador ha sido galardonado en varias ocasiones, los premios más recientes son:
- 2004	World Travel Awards: El Salvador's Leading Hotel
- 2005	World Travel Awards: El Salvador's Leading Hotel
- 2007	World Travel Awards: El Salvador's Leading Hotel
- 2008	Best Value Hotel by TripAdvisor
- 2009	Readers Choice Hotel by Latin Trade magazine
- 2010	Best Value Hotel by TripAdvisor
- 2010	World Travel Awards: El Salvador's Leading Hotel
- 2010	Certificado de Excelencia de TripAdvisor
- 2011	Hotel o Cadena de preferencia en el XIV Encuetsa de Marcas elaborada por LPG Datos
- 2011	World Travel Awards: El Salvador's Leading Hotel
- 2011	Certificado de Excelencia de TripAdvisor con puntaje de 5
- 2011	IHG Guest Satisfaction Award
- 2012	Hotel: Certificado de Excelencia de TripAdvisor con puntaje de 4.6
- 2012	Faisca do Brasil: Certificado de Excelencia de TripAdvisor con puntaje de 4.6

Cuenta con 228 habitaciones, 5 Junior Suites y 1 Suite Presidencial. Dos pisos Club InterContinental y 13 salas de conferencias.